# مردمان هندوایرانی
مردمان هندوایرانی یا مردمان آریانیک (مردمان آریایی) (به انگلیسی: Indo-Iranian peoples or Indo-Iranic peoples or Aryanic peoples) (که گاه با آریایی‌ها یکی گرفته می‌شود)، نام یک گروه قومی بوده که هندوآریایی‌ها، ایرانی‌ها و نورستانی‌ها از آن‌ها منشعب شده‌اند و به زبان‌های هندوایرانی صحبت می‌کنند. ایرانی‌ها شامل شاخهٔ شرقی یعنی سکاها، خوارزمیان، سغدیان، تخاریان و شاخهٔ غربی شامل مادها، پارس‌ها، پارت‌ها و داردها بودند. اینان گویشور زبان‌های هندوایرانی بودند که شاخه‌ای بزرگ از زبان‌های هندواروپایی است. نیاکان هندوایرانی‌ها، نیاهندواروپاییان بودند. جمعیت هندوایرانی‌ها بیش از یک و نیم میلیارد نفر است.

## تاریخچه
متاخرترین زمانی که می‌توان برای گسترش هندوایرانی‌ها به نواحی مختلف تعیین کرد، حدود سدهٔ ۱۴ قبل از میلاد است. بر طبق شواهدی از این دست، پژوهشگران، آغاز پراکندگی هندوایرانیان را نیمه نخست هزارهٔ دوم پیش از میلاد در نظر می‌گیرند. در طی هزاره دوم و اوایل هزارهٔ نخست پیش از میلاد، گروه‌های مختلفی از هندوایرانی‌ها به تدریج به نقاطی در آسیای مرکزی و شمال افغانستان پراکنده شدند. در واقع به تدریج از استپ‌ها به سرزمین‌های جنوبی نقل مکان کردند. از این رو در شمال باختر (Bactria) سه فرهنگ مختلف پدید آمد:
1. فرهنگ باختر-مرو
2. فرهنگ آندرونو
3. فرهنگ بیشکنت (Bishkent).[۱]

## داده‌های باستان‌شناختی
فرهنگی باستان‌شناختیک ذیل در پیوند با مردمان هندوایرانی هستند:
- در اروپا:
  - فرهنگ پولتافکا مربوط به ۲۷۰۰ تا ۲۱۰۰ پیش از میلاد
- در آسیای میانه:
  - فرهنگ آندرونوو
  - سینتاشا-پتروفکا-آرکایم
  - آلاکول
  - فدروو
  - آلکسیفکا
  - تمدن آمودریا
  - فرهنگ گورالواری
  - فرهنگ آباشه‌وو
  - فرهنگ یاز
- هندوستان (فلات میانی گنگ)
  - فرهنگ کالاهای رنگ‌شده خاکستری (۱۱۰ تا ۳۵۰ پیش از میلاد)
- ایران
  - فرهنگ کالای خاکستری غرب نزدیک (۱۵۰۰ تا ۱۰۰۰ پیش از میلاد)
  - فرهنگ کالای چرمی غرب دور (۹۰۰ تا ۷۰۰ پیش از میلاد)
- شبه‌قاره هند
  - فرهنگ سوات
  - فرهنگ آرامگاه ایچ

## جمعیت بر پایه کشور

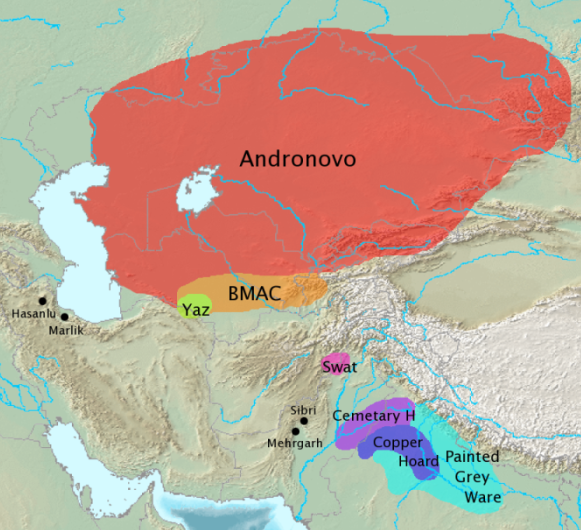
فرهنگ‌های باستان‌شناختیک مرتبط با مهاجرت هندوایرانی‌ها

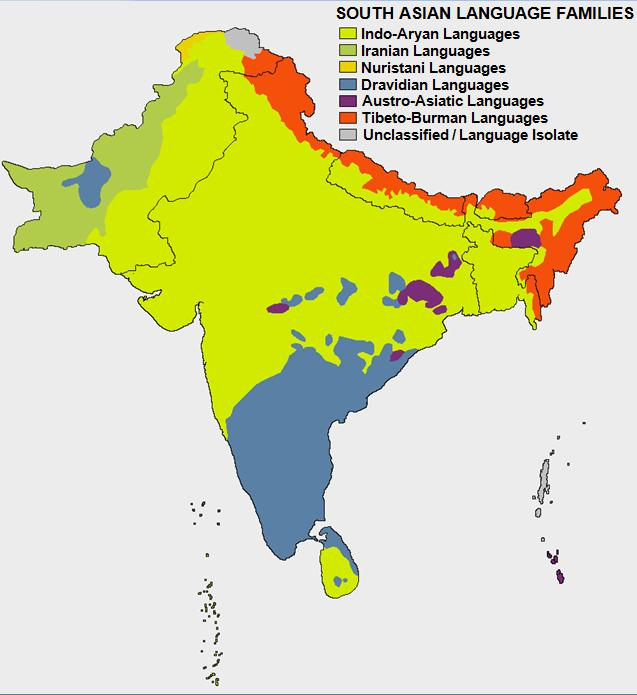
خانواده‌های زبان جنوب آسیا

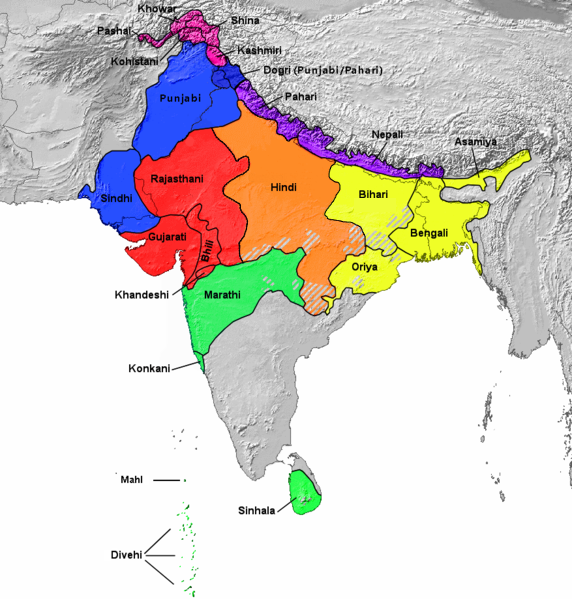
گستره زبان‌های هندوآریایی در شبه جزیره هند

نقشه زبان‌های پاکستان (۱۹۷۳)

زبان‌ها، اقوام و مذاهب عمده در ایران

جمعیت به میلیون نفر می‌باشد و آمار پایان سال ۲۰۱۹ میلادی برای ۲۲ کشور زیر لحاظ شده‌است:
| ردیف         | نام کشور          | جمعیت هندوایرانی (۲۰۱۹) | اقوام مرتبط                                                                     | درصد هندوایرانی |
| شاخه ایندیک  | شاخه ایندیک       | شاخه ایندیک             | شاخه ایندیک                                                                     | شاخه ایندیک     |
| ------------ | ----------------- | ----------------------- | ------------------------------------------------------------------------------- | --------------- |
| ۱            | هند               | ۹۸۰                     | تمام مردم هند به جز مردمان دراویدی و اقلیت‌های نژاد زرد                          | ۷۲ درصد         |
| ۲            | پاکستان           | ۱۷۵                     | تمام مردم پاکستان به جز پشتوها و بلوچ‌ها و براهویی و بلتی و بروشو و سایر اقلیت‌ها | ۵۵ درصد         |
| ۳            | بنگلادش           | ۱۶۰                     | تمام مردم بنگلادش به جز اقلیت‌های نژاد زرد                                       | ۹۹ درصد         |
| ۴            | نپال              | ۲۳                      | تمام مردم نپال به جز تبتی تبارها و آستروآسیایی‌ها و سایر اقلیت‌ها                 | ۸۲ درصد         |
| ۵            | سری‌لانکا          | ۱۶                      | تمام مردم سری‌لانکا به جز قوم تامیل و سایر اقلیت‌ها                               | ۷۵ درصد         |
| ۶            | برمه              | ۱٫۵                     | مردم روهینگیا                                                                   | ۲ درصد          |
| ۷            | مالدیو            | ۰٫۳                     | تمام مردم مالدیو به جز اقلیت‌ها                                                  | ۷۵ درصد         |
| ۸            | بوتان             | ۰٫۲                     | مردم لوتشامپا                                                                   | ۲۵ درصد         |
| -            | جوامع دور از وطن  | ۵۰                      | هندی‌ها، پاکستانی‌ها، بنگلادشی‌ها و سایر جوامع دور از وطن                          | -               |
| کل           | مردمان هندوآریایی | ۱۴۵۰                    | مردمان هندوآریایی                                                               | -               |
| شاخه ایرانیک |                   |                         |                                                                                 |                 |
| ۹            | ایران             | ۸۳                      | تمام مردم ایران به جز ترکمن‌های ایرانی، عرب‌های ایرانی و سایر اقلیت‌ها             | ۹۰ درصد         |
| -            | پاکستان           | ۴۰                      | پشتوها و بلوچ‌ها و تاجیک‌های پاکستان                                              | ۲۰ درصد         |
| ۱۰           | افغانستان         | ۳۰                      | تمام مردم افغانستان به جز ترکمن‌ها، هزاره‌ها، ازبک‌ها و سایر اقلیت‌ها               | ۹۰ درصد         |
| ۱۱           | ترکیه             | ۲۵                      | کردهای ترکیه و زازاهای ترکیه                                                    | ۳۰ درصد         |
| ۱۲           | ازبکستان          | ۱۰                      | تاجیک‌های ازبکستان                                                               | ۲۵ درصد         |
| ۱۳           | تاجیکستان         | ۸                       | تمام مردم تاجیکستان به جز ازبک‌ها، قرقیزها و سایر اقلیت‌ها                        | ۸۵ درصد         |
| ۱۴           | عراق              | ۶                       | کردهای عراق و لرهای عراق                                                        | ۱۵ درصد         |
| ۱۵           | سوریه             | ۳                       | کردهای سوریه                                                                    | ۱۵ درصد         |
| ۱۶           | آذربایجان         | ۱                       | مردم تات و مردم تالش                                                            | ۱۰ درصد         |
| ۱۷           | روسیه             | ۰٫۵                     | مردم آسی و مردم تات                                                             | ناچیز           |
| ۱۸           | بحرین             | ۰٫۱                     | ایرانیان بحرین و مردم اچمی                                                      | ۵ درصد          |
| ۱۹           | چین               | ۰٫۰۵                    | تاجیک‌های چین و مردم پامیری                                                      | ناچیز           |
| ۲۰           | قرقیزستان         | ۰٫۰۵                    | تاجیک‌های قرقیزستان                                                              | ۱ درصد          |
| ۲۱           | گرجستان           | ۰٫۰۵                    | مردم آسی                                                                        | ۲ درصد          |
| ۲۲           | عمان              | ۰٫۰۰۵                   | مردم کمزاری                                                                     | ناچیز           |
| -            | جوامع دور از وطن  | ۱۵                      | ایرانی‌ها، افغان‌ها، کردها، بلوچ‌ها و سایر جوامع دور از وطن                        | -               |
| کل           | مردمان ایرانی     | ۲۰۰                     | مردمان ایرانی                                                                   | -               |
| کل تجمیعی    | مردمان هندوایرانی | ۱۶۵۰                    | مردمان هندوآریایی و مردمان ایرانی                                               | -               |